# Halo (ТВ серија)
Halo је америчка војна научнофантастична телевизијска серија коју су развили Кајл Килен и Стивен Кејн за стриминг сервис Paramount+, заснована на истоименој франшизи видео-игара. У продукцији Showtime Networks, 343 Industries, Amblin Television, One Big Picture и Chapter Eleven, серија прати рат у 26. веку између Свемирске команде Уједињених нација и Завета, теократско-војног савеза неколико напредних ванземаљских раса одлучних да искорене људску расу. 
Пабло Шрајбер и Џен Тејлор глуме главног подофицира Џона-117 и Кортану, при чему касније понавља своју улогу из серије видео-игрица, а придружују им се Шабана Азми, Наташа Калзак, Олив Греј, Јерин Ха, Бентли Калу, Кејт Кенеди, Чарли Марфи, Дени Сапани, Боким Вудбајн и Наташа Макелон. Развој телевизијске серије почео је 2013. године. Килен је ангажован у јуну 2018, а серија је званично објавила наруџбу од девет епизода за Парамоунт+. Снимање је почело у Онтарију у Канади у октобру 2019. године, иако је постпродукција првих пет епизода била погођена пандемијом ЦОВИД-19. 
Снимање је коначно настављено у Будимпешти, у Мађарској, у фебруару 2021. Halo је премијерно приказан 24. марта 2022, на Paramount+, са серијом која је већ обновљена за другу сезону. Део серије је приказан на СХСВ 14. марта 2022. године.

## Теорија
би требало да прати „епски сукоб из 26. века између човечанства и ванземаљске претње познате као Завет. Halo ће уткати дубоко увучене личне приче са акцијом, авантуром и богато замишљеном визијом будућности.”
Извршни продуцент Кики Волфкил открио је да је серија самостална прича која се одвија унутар сопствене „Сребрне временске линије” која је одвојена и инспирисана основним каноном и предањем трансмедијске франшизе, а не наставак, адаптација, преднаставак или наставак, објашњавајући да су желели да дају шансу двама Halo канонима да се индивидуално развијају како би одговарали њиховим медијима.

## Улоге
Види такође: Листа ликова из серије Halo

### Главне улоге
- Пабло Шрајбер као главни подофицир Џон-117, врхунски генетски модификовани супервојник познат као „Спартан-117”. Шрајбер никада није играо Halo док није добио улогу.[7]
- Логан Шерер игра тинејџера Џона-117.
- Каспер Нопф игра дете Џона.
- Шабана Азми као адмирал Маргарет Парангоски, директор ОНИ (Уред за поморско обавештавање).
- Наташа Калзак као Риз-028, спартански члан Сребрног тима.
- Олив Греј као командант Миранда Киз, официр и научник УНСЦ (Команде Уједињених нација у свемиру) и ћерка Џејкоба Киза и Кетрин Халзи.
- Јерин Ха као Кван Ха, тинејџерка побуњеника са спољне колоније планете Мадригала.
- Бентли Калу као Ванак-134, спартански члан Сребрног тима.
- Кејт Кенеди као Каи-125, спартански члан Сребрног тима
- Чарли Марфи као Маки, мизантропски људски члан Завета кога су Хиерарси подигли као „Блаженог”.
- Зази Хаихурст игра младу Маки.
- Дени Сапани као капетан Џејкоб Киз, искусни официр СБ УН.
- Џен Тејлор као глас Кортане, конструкције вештачке интелигенције (АИ) по узору на мозак др. Халсија и уграђеног у мозак Мастер Чифа као средство утицаја на његове одлуке. Тејлор понавља своју улогу из серије видео-игара Halo.[8]
- Боким Вудбајн као Сорен-066, спартански дезертер који је касније постао вођа устаника на рушевинама.
- Џуд Кадџо игра тинејџера Сорена-066.
- Наташа МекЕлон као др. Кетрин Елизабет Халзи, научница Савета безбедности УН и креатор пројекта Спартан-ИИ.
- МекЕлон такође приказује флеш клон Халси који је коришћен за креирање Кортане.

### Понављајуће улоге
- Бурн Горман као Винсер Грат, политичар и сарадник УНСЦ-а који сузбија побуњенички покрет на Мадригалу.
- Риан МцПарланд као др. Адун Сали, асистент др. Халси.
- Сара Риџвеј као Џонова мајка.
- Данкан По као Џонов отац.

### Гости
- Џејми Бимиш као мо-капа Кајдона, заветне Елите преживеле битке код Мадригала.
- Џулијан Блич као глас пророка милости, једног од Архијереја.
- Кир Дулиа као адмирал флоте Лорд Теренц Худ, високи официр СБ УН.
- Жонг-ван Конг као Јин Ха, Кванов отац и вођа устаника на Мадригалу.

## Епизоде
| Редни број. | Наслов          | Режирао          | Написао/ла                      | Датум изласка |
| --- | --------------- | ---------------- | ------------------------------- | ------------- |
| 1. | „Контакт”       | Ото Батхурст     | Кајл Килен и Стивен Кејн        | 24.03.2022.   |
| Године 2552, Завет је напао устаничку испоставу на планети Мадригал, масакрирајући све осим тинејџера Кван Ха пре него што је спартанска јединица Сребрни тим интервенисала. У оближњем пећинском систему, главни подофицир Џон-117 открива и преузима артефакт Претече који реагује на његов додир, показујући мистериозне симболе и откључавајући нека од његових запечаћених успомена из детињства. Преживела елита Завета сведочи и извештава о томе Пророку милосрђа у главном граду Завета, Високом доброчинству. На Рич-у, др. Кетрин Халси се сукобљава са адмиралом Парангоскијем око њихових метода и Халсијевог рада на новој врсти вештачке интелигенције заснованој на њеним сопственим можданим обрасцима. Након што Кван одбије да сарађује са Саветом безбедности УН, главном шефу је наређено да је погуби. Он пркоси наређењу и побуни се, заслужујући Кванино поверење скидајући му оклопни шлем када му она запрети његовом пушком. Капетан УНСЦ Џејкоб Кис наређује да се Мастер Чиф одведе у притвор; Мастер Чиф поново додирује артефакт, што онемогућава напајање у бази док враћа снагу његовом броду, омогућавајући њему и Квану да побегну. У том процесу, Мастер Чиф открива да је цртао артефакт као дете, што сугерише да има везу у прошлости са њим. |                 |                  |                                 |               |
| 2. | „Невезани”      | Ото Батхурст     | Кајл Килен и Стивен Кејн        | 31.03.2022.   |
| У повратном току, млади Џон хвата Сорена, Спартанца, како бежи и дозвољава му да побегне. У бекству од Савета безбедности УН, Џон води Квана и артефакт у Рушевине, тајну базу побуњеника исклесану од низа поломљених астероида. Тамо се поново уједињују са Сореном који је сада вођа устаника. На Рич-у, Халси се суочава са интензивним испитивањем Џонових поступака, али обећава решење за његове и све будуће проблеме ове природе. Капетан Киз шаље Сребрни тим да пронађе Џона и врати га заједно са артефактом и Кваном. На Хај Чарити-у, преживела Елита из Мадригала открива Пророцима и њиховом штићенику Макију да је Џон активирао реликвију; упркос оклевању Пророка милости, Маки инсистира да сама може да поврати артефакт. Назад на Рушевини, Сорен упознаје Џона са Ретом, поремећеним пустињаком који је некада био заточен од стране Завета. Рет приморава Џона да открије своју способност да активира артефакт и наговештава да то води до ванземаљског супероружја неупоредиве деструктивне моћи. Потресен искуством, Џон напушта Квана са Сореном и предаје се Сребрном тиму. Теши га Халси, која му обећава нови почетак и буди блиставог клона себе да створи Кортану. |                 |                  |                                 |               |
| 3. | „Настајање”     | Рол Реин         | Кајл Килен и Стивен Кејн        | 07.04.2022.   |
| У једном повратном току, младог Макија открива пар елита завета помоћу уређаја Фореранер. У садашњости, Маки предводи колонију Лекголо у нападу корвете УНСЦ-а у покушају да пронађе локацију артефакта Мадригала, али након што је УНСЦ превентивно обрисао све податке о броду, Маки одлучује да отпутује у Мадригал где је артефакт био првобитно откривена. На рушевинама, Кван убеђује Сорена да је врати у Мадригал како би се поново ујединила са побуњеницима оданим њеном преминулом оцу у замену за плаћање деутеријума. На Рич-у, Парангоски наређује Миранди Киз да проучи артефакт иза Халзиних леђа. Халси завршава процедуру стварања Кортане (и убија њеног повратног клона у процесу), пре него што је ставља у Џонов мозак преко нервног импланта. Кортана, пратећи Халсијева упутства, помаже Џону да уклони емоционални супресор у доњем делу кичме. Након што Џон истражује неке од градских пејзажа на Ричу, враћа се у базу и поново додирује артефакт, где се сећа својих родитеља, своје матичне планете Еридан II, и како је нацртао артефакт Мадригала и други већи, комплементарни артефакт. Џон, убеђен да се други артефакт налази на Еридану II, убеђује Халсија да му допусти да отпутује у Ериданус II да истражи, иако Халси инсистира да га она прати. |                 |                  |                                 |               |
| 4. | „Повратак кући” | Рол Реин         | Џастин џул Гилмер и Стивен Кејн | 14.04.2022.   |
| На Рич-у, Каи-125 уклања свој емоционални супресор, а затим помаже Миранди да анализира артефакт Мадригала; након што су помогли да се преведу неки од сангхеили језика из снимака њихове мисије на Мадригалу и преноса са изгубљене корвете УНСЦ-а, Каи и Киз откривају да је артефакт повезан са „Светим прстеном” који Завет назива „Хало”. На Мадригалу, Сорен и Кван проналазе бивше савезнике њеног оца, али због страха од Завета и одмазде новог гувернера Вишер Грата који подржава УН, одбијају да јој помогну. Соренов брод је накнадно откривен и конфискован; Кван одлази код тетке по помоћ и сазнаје за мистично племе које можда има одговоре за њу, али агент Гратовог режима убија њену тетку пре него што их Сорен изведе; Сорен и Кван једва побегну Гратовим трупама и крећу ка свемирској луци да напусте планету. На Еридану II, Џон, Халзи и Кортана испитују Џонов стари дом и откривају да је закопао бројне цртеже артефаката Претече. Након што је користио Кортану да поново створи свој дом, Џон има јасна сећања не само на локацију другог артефакта, већ и на своје детињство и посету Халсијеве игре са њим. Џон затим одводи Халсеи на локацију артефакта Ериданус II Претеча у пећини. |                 |                  |                                 |               |
| 5. | „Обрачун”       | Џонатан Либесман | Ричард Е. Робинс и Стивен Кејн  | 21.04.2022.   |
| На Мадригалу, Сорен обуздава Квана док он покушава да пронађе пут са планете, али Кван се ослобађа, пришуња се и онесвешћује Сорена након што га је пронашао, и краде му пиштољ и возило. На Ериданусу II, СБ УН се спрема да обезбеди артефакт Ериданус II и врати га у Рич. Док УНСЦ тестира артефакт, пушта звучни удар који упозорава Макееја и Завета, који су га тражили на Мадригалу, на његову праву локацију. Док Џон наставља да преиспитује своју прошлост, он додирује артефакт и има јасна сећања на Халси и ОНИ трупе које су га киднаповале као дете и замениле га повратним клоном себе; у бесу, покушава да убије Халсеи пре него што га Кортана онеспособи користећи њихову менталну везу. Док се Џон буди и размишља о свом новостеченом знању, стиже корвета Завет и покреће изненадни напад на мисију СБ УН, користећи комбинацију копнених снага и ваздушне подршке. Упркос напорима СБУН-а и Сребрног тима, СБУН је претрпео тешке губитке, Каи је тешко рањен, а Завет је успешно преузео артефакт Ериданус II и повукао се. Док корвета Завет бежи са планете, једна капуља пада са корвете, коју Џон истражује; док се приближава капсули, Џон проналази Маки. |                 |                  |                                 |               |
| 6. | „Утеха”         | Џонатан Либесман | Силка Луиза и Стивен Кејн       | 28.04.2022.   |
| Преживеле снаге СБ УН из мисије Ериданус II враћају се у Рич. Савет безбедности УН такође узима Макија у њихов притвор; иако она тврди да је била затвореник Завета, постоје осећања неповерења и скептицизма унутар Савета безбедности, с обзиром на то да Пакт није познато да узима људске заробљенике. Када Џон испитује Макија, она открива да су обоје „благословени” способношћу да активирају технологију Фореранер; даља медицинска тестирања потврђују да Џон и Маки деле бројне сличности у својим генетским профилима. Због девијација у понашању које су демонстрирали Џон и Каи након што су уклонили своје емоционалне супресоре, Парангоски додељује Миранду да замени Халси као вођу свих текућих ОНИ пројеката. Џон, узнемирен због Халсија због тога што га је лагао о својој прошлости, суочава се с њом и сазнаје право порекло спартанског програма: киднаповање и регрутовање деце да служе као супервојници, замењујући их смртно болесним флеш клоновима да би ублажили сумње и подвргавајући их повећању са ризиком од деформације или смрти; Џон дели ово са Кајом који се опоравља. Када Џон још једном тестира мадригалски артефакт, упркос упозорењима о могућим штетним ефектима на његово здравље, он и Маки истовремено имају аритмије и нападе, док такође деле визију да су заједно на Хало прстену.                                                                                |                 |                  |                                 |               |
| 7. | „Наследство”    | Џесика Лаври     | Стивен Кејн                     | 05.05.2022.   |
| Док се Сорен, након што се вратио у Рушевине, упушта у пиратерију против бродова СБ УН, Кван одлази у пустиње Мадригала да пронађе повучено племе мистичних номада, надајући се одговорима о правој сврси своје породице. Мистици откривају да када су се Кванови преци први пут населили на Мадригалу, они су били задужени од стране Фореранер Монитор-а да заштите портал Претече који се налази негде на планети. Вративши се у очеву напуштену командну испоставу, Кван проналази стара писма упућена њеном прадеди тражећи информације о локацији портала. Кван се поново придружује Сорен, који се вратио како би испунио обећање Џону да ће је погледати, непосредно пре него што је предстража била окружена Виншер Гратом и његовим трупама, тражећи да покупе награду за Кван. Упркос томе што је бројчано надјачан, Кван инсистира на узврату у нади да ће убити Гратха и ослободити Мадригала од његове тираније. Док Сорен задржава Гратове снаге, Кван монтира деутеријумско напајање предстраже и детонира га испаљивањем јуришне пушке коју је Мастер Чиф одбацио током напада Ковенанта. Експлозија убија Грата и његове људе; Кван затим даје Сорену велику суму новца добијену од залиха испоставе да би испоштовао њихов првобитни договор. Њих двоје се разилазе у пријатељским односима, а Кван је одлучна да настави своју мисију и пронађе портал и заузме своју позицију његовог заштитника. |                 |                  |                                 |               |
| 8. | „Оданост”       | Биће најављено   | Биће најављено                  | 12.05.2022.   |
| 9. | „Превазилажење” | Биће најављено   | Биће најављено                  | 19.05.2022.   |

## Продукција

### Развој
Телевизијска серија је прошла кроз развојни пакао са планираним издањем 2015. са Стивеном Спилбергом као продуцентом које је касније промењено у издање 2019. са Рупертом Вајатом као редитељем и продуцентом, затим издање 2020; на крају је објављено; 2022. године са Отом Батхурстом који је заменио Вајата. 21. маја 2013.
Стивен Спилберг је био задужен за извршну продукцију телевизијске серије засноване на франшизи видео-игара Halo, коју дистрибуирају Xbox Entertainment Studios и Спилбергова компанија Amblin Television, која ће бити названа Halo: Television Series. Од августа 2015. године, серија је још увек била у активном развоју. 
Дана 28. јуна 2018, Шоутајм је добио наруџбу од 10 епизода серије. Кајл Килен је требало да буде шоуранер, писац и извршни продуцент, док је Руперт Вајат био одређен као редитељ и извршни продуцент. Дана 12. августа, објављено је да ће Мастер Чиф бити главни носилац серије и да ће серија испричати нову причу из видео-игара уз поштовање њиховог канона у исто време. Вајат је 3. децембра поднео оставку на место директора и ЕП-а због сукоба око распореда. Заменио га је Ото Батхурст у фебруару 2019, када је објављено да ће Батхурст режирати пилот заједно са неколико других епизода. Такође је откривено да се број епизода смањио са 10 на 9. У марту 2019., Стивен Кејн је додат као ко-ранер уз Килена. 24. фебруара 2021. серијал је премештен са Showtime-а на Paramount+. Председник Showtime-а Гери Левин рекао је да је емисија изван бренда компаније, и да је као „велики широки шоу шатор” боље одговарала Парамоунт-овој услузи. Дана 25. јуна 2021. објављено је да ће и Кејн и Килен изаћи као шоу тркачи након завршетка прве сезоне. Килен је отишао пре почетка продукције, јер се осећао као да није у стању да испуни дужности шоу-рунера, а Кејн је преузео узде као водећи шоу-ранер све док се пост продукција не заврши. Међутим, ако се серија настави за другу сезону, Кејн се неће вратити. У јануару 2022. године, извршни продуцент Џастин Фалви је открио да серија има потенцијал да траје више сезона и да се Дејвид Винер сматра шоуранером за потенцијалну другу сезону, а Кејн остаје као консултант. Дана 15. фебруара 2022., уочи премијере серије, Paramount+ је обновљен за другу сезону, а Винер је постављен за водитеља емисије и извршног продуцента.

### Глума
Од априла до августа 2019. најављена је глумачка екипа за серију, са Паблом Шрајбером као Мастер Чиф. Придружили су му се Јерин Ха, Наташа МекЕлон, Боким Вудбајн, Шабана Азми, Бентли Калу, Наташа Калзак и Кејт Кенеди. У новембру 2020. Џен Тејлор је заменила МекЕлона као Кортану.

### Снимање
Главно снимање је почело у октобру 2019. године. У 2019, серија је потрошила преко 40 милиона долара на трошкове производње. Пет снимљених епизода је поново монтирано у време затварања пандемије ЦОВИД-19, а продукција шесте епизоде и поновна снимања су планирана у Онтарију, Канада. Снимање је на крају у потпуности настављено у Будимпешти у фебруару 2021. године. Процењује се да ће укупна продукција серије, укључујући постпродукцију, коштати више од 200 милиона долара за прву сезону.

### Музика
Дана 14. фебруара 2022. откривено је да ће Шон Кели компоновати музику за серију.

## Издање

### Маркетинг
Први трејлер за серију је дебитовао онлајн током АФЦ Чемпионшип Гејм–а 2022, док је такође открио датум објављивања у марту.

### Емитовање
Прве две епизоде су премијерно приказане пре објављивања 14. марта на СХСВ филмском фестивалу 2022. Серија је потом дебитовала на Paramount+ 24. марта 2022. године. Прва епизода поставила је рекорд као најгледанија серија платформе Paramount+ која је глобално приказана у прва 24 сата, иако тачан број гледаности није откривен.

## Пријем
Прва сезона тренутно има оцену одобравања од 70% на основу 60 рецензија на Ротен Томатос-у. Консензус критичара веб-сајта гласи: „Halo је превише дериват бољих научно-фантастичних серијала да би се створила потпуно формирана елита, али одсјаји обећања и верности изворном материјалу сигнализирају да још није изашао из борбе.” На Метакритик, емисија има пондерисану просечну оцену од 61 од 100, на основу 19 рецензија, што указује на „генерално повољне критике”.